# Петраши (Дятловский район)
Петраши́ (бел. Петрашы) — деревня в Дворецком сельсовете Дятловского района Гродненской области Белоруссии. По переписи населения 2009 года в Петрашах проживало 22 человека.

## Этимология
Название деревни образовано от имени Пётр и производных от него фамилий.

## География
Петраши расположены в 11 км к юго-востоку от Дятлово, 166 км от Гродно, 11 км от железнодорожной станции Новоельня.

## История
В 1878 году Петраши — деревня в Дворецкой волости Слонимского уезда Гродненской губернии (16 дворов).
Согласно переписи населения 1897 года в Петрашах насчитывалось 28 дворов, проживал 191 человек. В 1905 году — 193 жителя.
В 1921—1939 годах Петраши находились в составе межвоенной Польской Республики. В сентябре 1939 года Петраши вошли в состав БССР.
В 1996 году Петраши входили в состав колхоза имени К. Заслонова. В деревне насчитывалось 38 хозяйств, проживало 70 человек. Имелась животноводческая ферма.